# Валга (Росія)
Ва́лга (рос. Валга) — селище у складі Великоустюзького району Вологодської області, Росія. Входить до складу Самотовінського сільського поселення.

## Населення
Населення — 210 осіб (2010; 193 у 2002).
Національний склад (станом на 2002 рік):
- росіяни — 98 %